# Renzo Berti
Renzo Berti (Pistoia, 8 giugno 1957) è un medico e politico italiano, dal 2002 al 2012 ha ricoperto la carica di sindaco di Pistoia.

## Biografia
Laureato in medicina e chirurgia e specializzato in Igiene e Medicina Preventiva, dal 1990 è dirigente medico dell'Azienda Usl 3 di Pistoia, operante dal febbraio 2014 presso la Regione Toscana in qualità di responsabile regionale del piano straordinario per il lavoro sicuro. All'inizio degli anni ottanta ha fondato il circolo di cultura cinematografica Joris Ivens di cui è stato Presidente fino al 1984. Ha ricoperto la carica di presidente dell'Associazione Teatrale Pistoiese dal 1996 al 2002.
Nel 1984 è divenuto Presidente dell'ARCI di Pistoia, carica dalla quale si è dimesso nel 1985 quando è stato eletto consigliere comunale nel comune di Pistoia per il Partito Comunista Italiano.
Dal 1985 al 1990 è stato assessore al comune di Pistoia con le deleghe al Decentramento, Informazione e poi Politiche sociali, Istruzione ed Educazione.
Nel 1990 è stato rieletto in Consiglio Comunale e per alcuni mesi è stato assessore con deleghe allo Sport, Traffico, Polizia Municipale, Servizi Sociali, Edilizia Residenziale.
Nell'ottobre del 1990, in seguito all'assunzione alla USL di Pistoia, si è dimesso dall'incarico di assessore proseguendo il suo impegno come consigliere comunale e poi come Capogruppo del Partito Democratico della Sinistra fino al 1994.
Alle elezioni comunali del 27 e 28 maggio 2002 è stato eletto sindaco di Pistoia al primo turno con il 62,4% dei voti. È stato riconfermato sindaco nel 2007 (al ballottaggio) con il 53,3% dei voti. Ha ricoperto l'incarico fino al 7 maggio 2012, ovvero fino alla scadenza del secondo mandato per un totale dieci anni dopodiché è tornato a lavorare come medico alla USL lasciando il posto a Samuele Bertinelli.
Nel 2013 ha pubblicato per Felici Editore il suo primo libro, "Tra il dire e il fare", la ricostruzione senza peli sulla lingua di alcuni degli episodi più curiosi accaduti durante il decennio in cui è stato Sindaco. 
Nel 2015 esce per la Istos Edizioni la sua seconda opera, "Il mazziere di Eleusi", un romanzo a tinte gialle lungo la traiettoria che va da Cipro ai Caraibi passando per Parigi.